# أبناء الوطن
أبناء الوطن مسلسل رسوم متحركة أمريكي. عرض لأول مره في 2 سبتمبر 2002 واستمر حتى 3 أبريل 2003. تم دبلجة المسلسل للغة العربية بواسطة مركز الزهرة وتم عرضه لأول مرة على قناة سبيس تون في عام 2004.

## الممثلون
- فاتن عيدو - يارا
- سامر رضوان - جيمس
- بثينة شيا - هنري
- هشام كفارنة
- نضال حمادي
- عادل أبو حسون
- محمد خاوندي
- محمد حداقي
- زياد الرفاعي
- منصور السلطي
- محمد مصطفى
- آمنة عمر
- سعد لوستان
- هزار الحرك
- نسرين فندي
- مروان فرحات
- مأمون الرفاعي
- فاطمة سعد - سيليس
- أيمن السالك

## وصلات خارجية
- الموقع الرسمي
- أبناء الوطن على موقع IMDb (الإنجليزية)
- أبناء الوطن على موقع كينوبويسك (الروسية)
- أبناء الوطن على موقع قاعدة بيانات الفيلم (الإنجليزية)